# NKTR
NKTR‏ (Natural killer cell triggering receptor) هوَ بروتين يُشَفر بواسطة جين NKTR في الإنسان.